# Tibetische Nationalitäten-Hochschule
Die Tibetische Nationalitäten-Hochschule (chin. Xizang Minzu Xueyuan 西藏民族学院; engl. Tibet Institute for Nationalities), vereinzelt auch Tibetische Hochschule für Nationale Minderheiten oder Tibetisches Institut für Nationalitäten genannt, war die erste Hochschule in Tibet.
Die Gründung erfolgte 1958. Der Hauptcampus befindet sich in Xianyang, in der Provinz Shaanxi; eine frühere Filiale befand sich in Nyingchi. 1978 wurde von der Regierung des Autonomen Gebiets Tibet beschlossen, die Hochschule nicht nach Tibet zu verlegen.
Die Hochschule wurde 1958 als Tibet Public School (Xizang gongxue 西藏公学) eröffnet; 1965 erhielt sie ihren heutigen Namen.